# Acanthogorgia incrustata
Acanthogorgia incrustata is een zachte koraalsoort uit de familie Acanthogorgiidae. De koraalsoort komt uit het geslacht Acanthogorgia. Acanthogorgia incrustata werd in 1919 voor het eerst wetenschappelijk beschreven door Kükenthal. 